# Wildnispädagogik
Wildnispädagogik bemüht sich um die Förderung von Erkenntnissen, Einstellungen und Verhaltensweisen im Umgang mit der „ursprünglichen“ Natur. Es geht ihr darum, den Sinn des schonenden Umgangs mit den Ressourcen der natürlichen Umwelt zu verstehen, ihren Erhalt zu gewährleisten und ihre Möglichkeiten sinnvoll zu nutzen. Wildnispädagogik vermittelt dazu neben den erforderlichen Einsichten auch konkrete Techniken und Fertigkeiten, die es ermöglichen, sich in der Natur heimisch zu fühlen. Wildnispädagogik umfasst damit einen wesentlichen Bereich der Umweltbildung, die sich sowohl in ihren Inhalten als auch in den Lehr- und Lernformen von anderen natur- und umweltpädagogischen Strömungen unterscheidet.

## Begriff
Wildnispädagogik fasst heute sehr unterschiedliche Erziehungsansätze zusammen, bei denen die ursprüngliche Natur als Erfahrungsraum, Partner und Lehrmeister verstanden und für Bildungsbemühungen genutzt wird. Wildnis versteht sich dabei als eine vom Menschen weitestgehend unbeeinflusste Naturlandschaft, als Lebensraum, der auch mit Gefahren verbunden sein kann und denjenigen, der sich in ihm bewegt, entsprechend in seinen elementaren Fähigkeiten und Fertigkeiten fordert. Wildnis und das sich in ihr und mit ihr vollziehende Bildungsgeschehen steht damit im Kontrast zu der vom Menschen geschaffenen, strukturierten und weitestgehend befriedeten Kulturlandschaft und ihren historisch gewachsenen Bildungseinrichtungen. Der Teilbegriff Pädagogik beinhaltet und beschreibt die erzieherische Einflussnahme unter den Bedingungen und Chancen dieses Umweltbereichs.

## Bildungsanliegen
Wildnispädagogik ist keine einheitlich ausgerichtete Strömung der Pädagogik. Sie verfügt nicht über eine wissenschaftliche Repräsentanz, etwa im Hochschulbereich, und findet sich auch nicht als etabliertes Unterrichtsfach im Allgemeinen Schulwesen, etwa mit einem Ausbildungsprogramm in Form eines anerkannten Curriculum. Eine Ausarbeitung verbindlicher Zielvorgaben oder Inhalte liegt nicht vor. Auch die Methodenvielfalt wartet noch auf eine Evaluierung ihrer Wirksamkeit. Dennoch werden in der Literatur bereits je nach Ausgangsort unterschiedliche Initiativen erkennbar, die unterschiedliche Sinngebungen, Zielvorstellungen, Schwerpunktsetzungen und Vermittlungsformen verfolgen:
Der französische Anthropologe und Soziologe David Le Breton sieht den Ausgangspunkt im Wunsch nach einem Überlebenstraining unter asketischen Bedingungen. Es wird eine Katastrophen- oder existenzielle Notsituation angenommen, die es aus eigener Kraftanstrengung zu bewältigen gilt. Ziel ist es, mit ihrer Bewältigung an Selbstachtung, Selbstbestimmung und Handlungskompetenz zu gewinnen. Es geht nach der Vorstellung von Le Breton gleichzeitig darum, in der Überflussgesellschaft das Lebensnotwendige auszumachen, sich darauf einzurichten und durch Rückbesinnung auf ein einfaches Leben dem vermeintlich zum Glück erforderlichen Luxuswahn zu entkommen.
Einer ähnlichen Leitidee folgt der Survivalspezialist Rüdiger Nehberg: Auf seinen entbehrungsreichen Expeditionen in die Wüsten Afrikas und die Dschungel Südamerikas eignete er sich die Überlebenstechniken der indigenen Völker, etwa des Indianervolks der Yanomami, an, um sie auf seinen Abenteuerreisen erfolgreich zu erproben und in Lehrgängen, Vorträgen und Publikationen an interessierte Trekkingsportler und Expeditionsteilnehmer zu vermitteln. Es geht ihm um das Schaffen eines Bewusstseins dafür, was existenziell notwendig ist und was als Luxus bei Unternehmungen in menschenfeindliche Gebiete lähmt und verzichtbar ist. Ziel der Entbehrungen ist es nach Nehberg, sich seiner elementaren Lebenskräfte bewusst zu werden, seinen unabweisbaren Bedürfnissen auf den Grund zu kommen, seine entscheidenden Energiequellen kennenzulernen und sich ihrer zu versichern. 
Der Wagnisforscher Siegbert A. Warwitz, selbst ehemaliger Bundeswehroffizier, fand wesentliche Elemente der Wildnispädagogik auch in den Ausbildungsplänen der militärischen Spezialeinheiten und konnte bei praktischen Manöverübungen die entsprechende Qualifizierung zur Wildnisfähigkeit einer Elitetruppe verfolgen. Bildungsziel ist hier das Erreichen eines optimalen technischen, physischen und psychischen Ausbildungsniveaus, einer hohen Motivation und Selbstdisziplin sowie einer absoluten Verlässlichkeit innerhalb des Kommandotrupps unter schwierigsten äußeren Bedingungen. Eine vergleichbare Mentalität der Askesebereitschaft und Leidensfähigkeit sieht er sportlichen Trekkern und Forschungsreisenden abverlangt, die sich fernab zivilisatorischer Hilfen und ihres Komforts in abgelegene Erdregionen begeben.
Eine wertvolle Bildungschance der Wildnispädagogik für jedermann sieht Warwitz darüber hinaus im Wagnis des „Sich-Aussetzens“: Unfähigkeit zum Alleinsein und zur Stille ist eine Krankheit unserer Zeit, stellt er fest und sieht in der Erfahrung äußerer Einsamkeit und dem daraus erwachsenden Impuls zum Lernen der Ruhe, der Entschleunigung, der Selbstreflexion, der  Rückgewinnung der elementaren menschlichen Fähigkeit des erfüllten Bei-sich-Seins, einen Weg zur inneren Befriedung, Selbstfindung und Bereicherung. Ein längerer, auf sich selbst gestellter Aufenthalt in der Isolation einer Wildnissituation böte dazu passende Lerngelegenheiten. Er weist darauf hin, dass schon die großen Propheten Buddha und Jesus sowie die frühen Eremiten mit ihrer Absonderung in die Einöde diesen Weg zur inneren Reinigung und als Selbsterziehungsprozess gewählt haben: Die Situation äußerer Einsamkeit kann ein Testfall dafür sein, wie ärmlich oder reich ein Mensch innerlich ausgestattet ist. Wer sie sucht, setzt sich aus. Er setzt sich vor allem sich selbst aus. Er stellt sich vor die Bewährungsprobe, werterfüllt bei sich sein zu können, Sinn zu erfahren, über innere Stabilität zu verfügen. Der Einsamkeit Suchende läuft Gefahr, mangels Wertsubstanz im Nichts der Sinnlosigkeit zu versinken.  Dieser Gefahr gelte es, durch die Bildung einer stabilen Wertvorstellung, durch das Entwickeln psychischer Stärke und das Mobilisieren von Selbstheilungskräften zu begegnen.
Ein aus der Ökologiebewegung erwachsendes Anliegen der Wildnispädagogik ist es, den Zugang zur ursprünglichen Natur wieder zu eröffnen. Ziel ist hier die Förderung von Achtsamkeit gegenüber dem Leben, einem Verständnis für die komplexen Zusammenhänge in den ökologischen Systemen und das Entwickeln einer Verbundenheit von Mensch und Natur, aber auch zwischen Mensch und Mensch. Als Quelle dienen der Wildnispädagogik dabei überliefertes Wissen und die Erziehungsmethoden untergegangener oder noch existierender Naturvölker. Daher bestimmt sie die Auseinandersetzung mit deren subsistenter Lebensweise, Weltsicht und Kultur, ihrem Handwerk sowie ihrem Verhältnis zur Natur als ihrem Gegenstand. Von dieser Schwerpunktsetzung leitet sich auch ein wesentlicher Inhalt der Wildnispädagogik ab: das (Über-)Lebenstraining in der Natur.
Der Umweltplaner Gerhard Trommer bemerkt, dass Wildnispädagogik „geradezu auf den Kopf zu stellen (scheint), worum es in der Pädagogik schon immer ging: Die Befreiung des Menschen vom Urzustand, das Herausführen aus dem Zustand der Unmündigkeit. Pädagogik bemühe sich in aller Regel nicht um eine Erziehung, die für das Leben in der fernen Wildnis lebenstauglich macht.“ Im Erleben und Eingebundensein in die Natur wächst das Gefühl der Verbundenheit mit ihr. Intensives Naturerleben kann daher einen nachhaltigen Lebensstil fördern: „Wenn jemand wirklich tief mit der Natur vertraut ist, lebt er auch in Einklang mit ihr. Und Einklang bedeutet das Bedenken von Nachhaltigkeit.“ Die Erlebnisse in der „Wildnis“ und die Begegnung mit der Natur können zu einer Wiederentdeckung der „vollen Sinnlichkeit“, des Affektiven und Imaginativen, beitragen und dadurch eine Verfeinerung der Wahrnehmungsfähigkeit fördern. Psychologische und neurologische Studien bestätigen die Bedeutung, die eine sinnliche und emotionale Beziehung zur Natur bei der Entwicklung des Menschen spielt.

## Methoden in Beispielen

### Wildnispädagogik als Schulprojekt
Für den Schulbereich bieten sich Projektorientierter Unterricht oder  Projektunterricht als Methoden der Wahl an, weil es sich bei der Wildnispädagogik einerseits um eine sehr komplexe Aufgabe handelt, die einer interdisziplinären Bearbeitung bedarf und andererseits ein entsprechendes fachlich, didaktisch, methodisch und pädagogisch ausgebildetes Lehrpersonal dafür zur Verfügung steht. So kann die Thematik unter professionellen Bedingungen behandelt werden. Hinzu kommt, dass Wildnispädagogik sich als Outdoorprojekt, angesichts zur Verfügung stehender großer Räumlichkeiten aber auch als Indoorprojekt organisieren lässt.

#### Outdoorprojekt

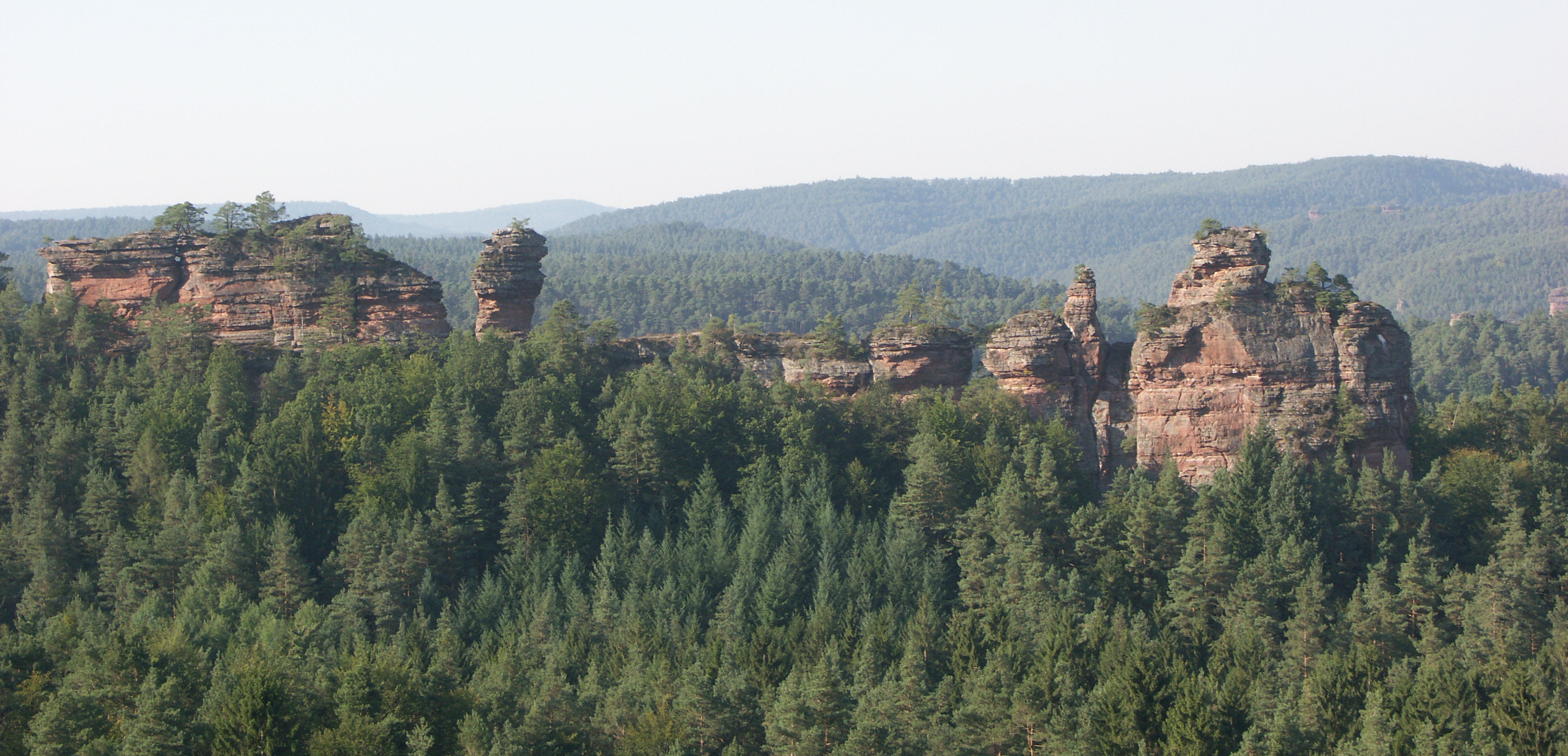
Lämmerfelsen bei Dahn

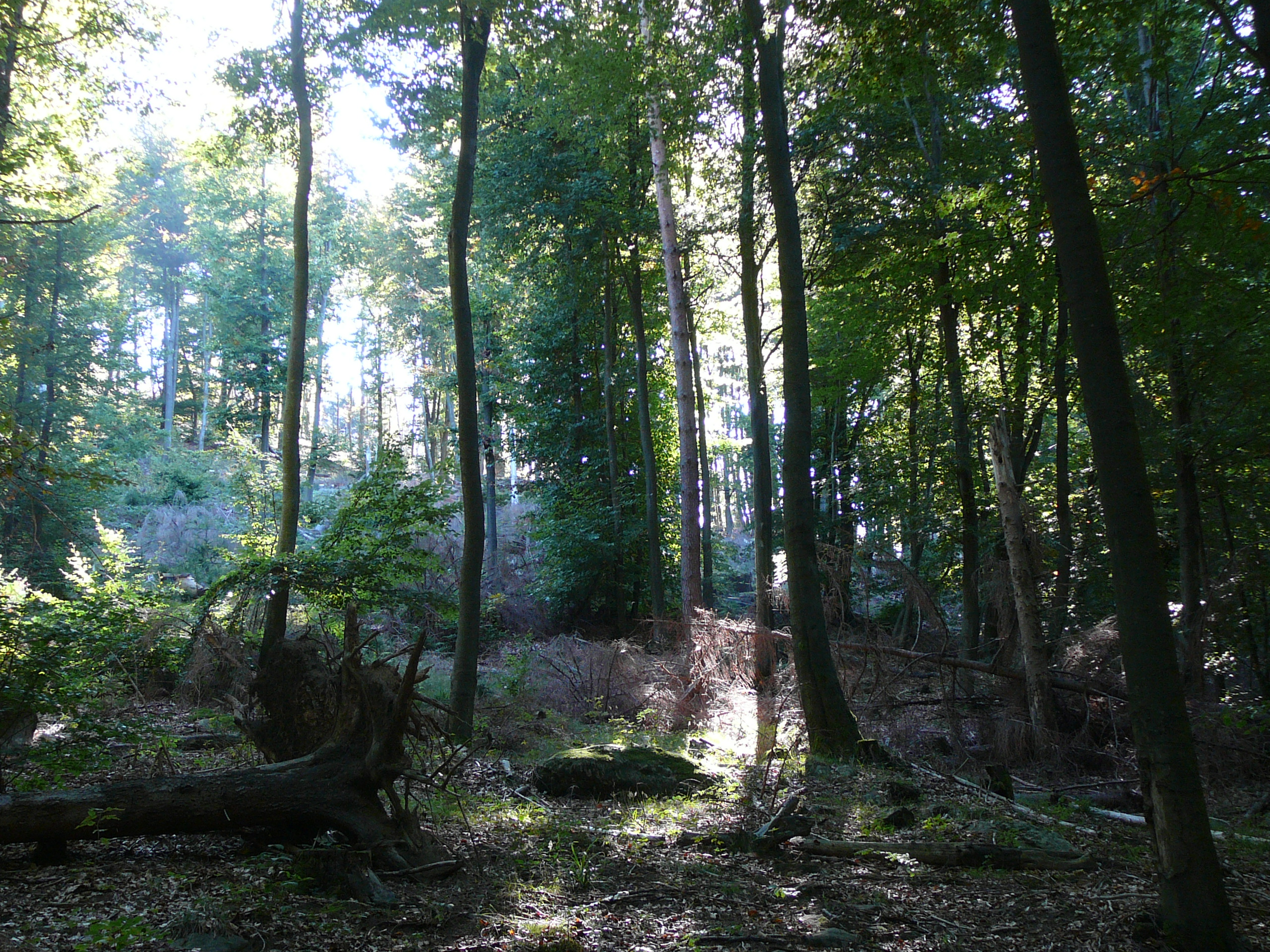
Wildnis Pfälzerwald

Im Rahmen der Lehrerausbildung und einer im Curriculum vorgeschriebenen Einführung in den Projektunterricht gestaltete die Pädagogische Hochschule Karlsruhe mehrere Outdoorprojekte mit Lehramtsanwärtern und Kindern auf verschiedenen Burgruinen im Pfälzerwald an der französischen Grenze. Das mehrtägige Unterrichtsgeschehen auf geschichtsträchtigem Boden wurde jeweils genutzt, einmal wie die Vorfahren im Wald zu leben und zu übernachten und dabei das weiträumige, inzwischen von der Natur teilweise zurückeroberte Ruinenareal und ihr weitgehend naturbelassenes Umfeld spielerisch zu erkunden und sich in Ritualen, Spielen, Speisen, Essensgewohnheiten sowie mit einem historisch aufbereiteten Theaterstück in die Naturgegebenheiten und Lebensweise der Frühzeit zurückzuversetzen.

#### Indoorprojekt
Das Dschungelprojekt, ein unter Beteiligung der Fächer Biologie, Sport, Kunst, Textiles Werken und Deutsch fächerübergreifend gestaltetes Hochschulvorhaben, findet sich in Bild und Text mehrfach in der Literatur dokumentiert. Akteure waren die Kinder fünfter und sechster Klassen, ihre Fachlehrer und mehrere Lehramtsanwärter. Als Ort standen im Rahmen der lehrplanmäßigen Projektwoche über mehrere Tage sämtliche Räumlichkeiten einer Sporthalle mitsamt ihren Einrichtungen, Geräten und Abstellkammern zur Verfügung. Projektziel war es, im Zusammenspiel der Fächer anhand von bereitgestellten Filmen, Büchern und Materialien unter riesigen Tarnnetzen der Bundeswehr eine möglichst realitätsgetreue Dschungellandschaft zu erstellen, in der sich im wirklichen Dschungel lebende Menschen, Tiere und Pflanzen in Abbildern, Verkleidungen und Geräuschen wiederfanden. Höhlen, Kletterpassagen, schwingende Lianen, ein Baumhaus und ein aus Langbänken konstruiertes schaukelndes Flugzeugwrack ermöglichten Leben und Bewegung. Ein vorgegebener Pfad führte durch das Dschungelgelände, forderte Wissen und Wahrnehmungsvermögen durch Quizaufgaben und entspannte bei Indiotänzen und Geschichten von Mogli, dem Dschungelkind.
Das bei diesem Projekt verwendete induktive methodische Vorgehen hat den Vorteil, Kinder und Lehrkräfte nicht nur konsumptiv und rezeptiv, sondern konstruktiv und kreativ im ganzheitlichen Gestalten und Erleben an den Wildnisbereich Dschungel heranzuführen.

### Wildnispädagogik in Nationalparks

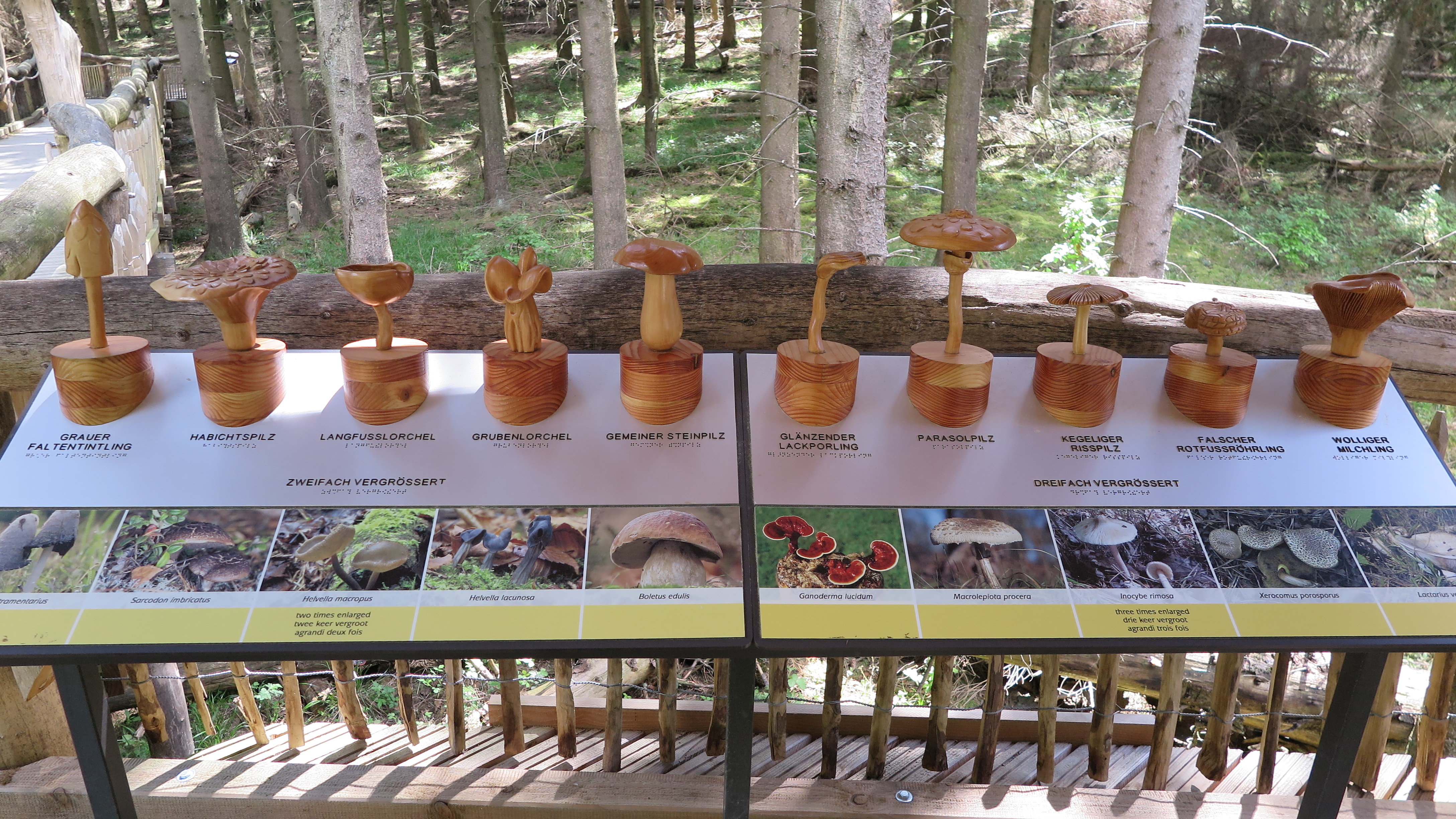
Hinweistafel mit Pilzen. Anhand der Pilzmodelle können auch Blinde die Form der Pilze erfahren

Entsprechend ihrem Bildungsauftrag führen auch die deutschen und österreichischen Nationalparks Programme für Kinder, Jugendliche und Erwachsene zur Umweltbildung durch. Seit mit dem neuen Schlagwort „Natur, Natur sein lassen!“ der Wildnisgedanke von den Organisatoren der Nationalparks aufgegriffen wurde, gibt es in der Nationalparkbewegung Deutschlands zunehmend Überlegungen dazu, wie Menschen denn an diese „Wildnis“ heranzuführen sind.
Die Bildungsarbeit in den Nationalparks orientiert sich meist an verschiedenen Bildungskonzepten und ist eine Mischung aus Naturpädagogik (Göpfert 1987), Ökopädagogik (Beer & De Haan 1987), Erlebnispädagogik (Janssen 1988), Rucksackschule (Trommer 1991), Flow Learning (Cornell 1991, 1999), Earth Education (VAN  MATRE 1990) und vielen anderen.

### Wildnispädagogik in Wildnisschulen

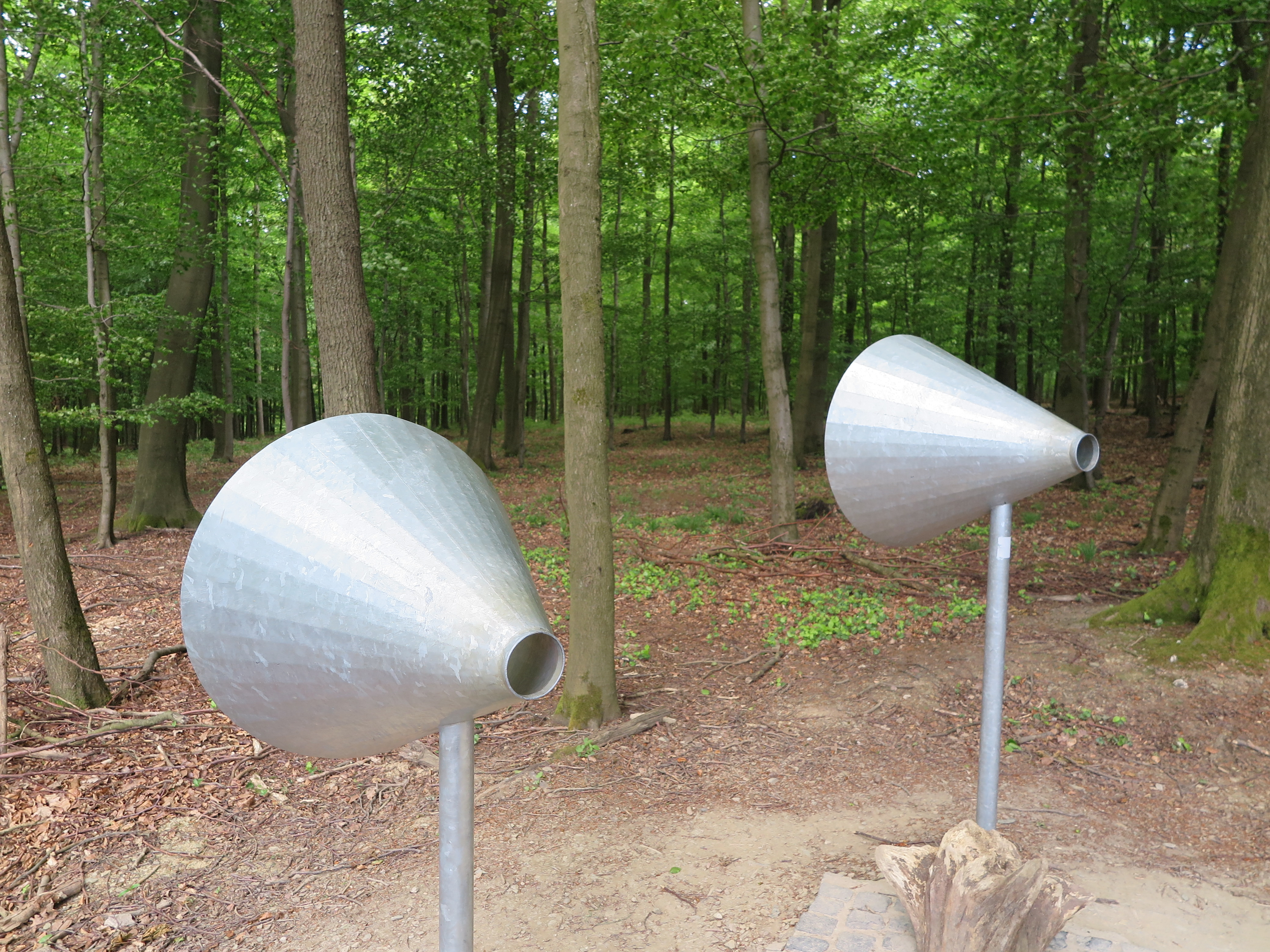
Hörtrichter am „Wilden Weg“ im barrierefreien Naturerlebnisraum „Wilder Kermeter“ im Nationalpark Eifel.

Unabhängig von der Entwicklung im Nationalpark entwickelte sich die Wildnispädagogik in den Wildnisschulen. Wildnisschulen betrachten Wildnispädagogik als von Großschutzgebieten unabhängig und wenden sie unabhängig davon an. Die Übergänge zwischen Zivilisation, Kulturland und Wildnis werden als fließend angesehen. Anja Erxleben schreibt, naturnahe Landschaften könnten viel Unmittelbares anbieten; für jemanden aus der Großstadt habe der nächste Wald, mit Geräuschen wie Vogelgezwitscher statt Autolärm, bereits etwas Wildes und Anregendes. Es gehe darum, die „kleine Wildnis“ zu entdecken, die einen vor jeder Haustür erwartet.
Die Bildungsarbeit der Wildnisschulen wurde maßgeblich von Tom Brown jr. und Jon Young, aus den USA beeinflusst und leitet sich eher von der „Kultur der Wilden“, als von der „Wildnis“ als Landschaft ab. Die Wildnisschulen sehen ihre Tradition u. a. basierend auf den Lehren Indigener Völker und Jäger und Sammler Kulturen.
Mit der Diplomarbeit: Einheimisch werden in der Natur wurde ein wildnispädagogischer Lehrgang zum ersten Mal wissenschaftlich begleitet. Der erste einjährige Wildnispädagogik-Lehrgang wurde 2003 von Gero Wever durchgeführt. Der MDR hat in seiner Reihe LexiTV einen Bericht über den Wildnispädagogik-Lehrgang einer Wildnisschule gesendet.
Aufgrund dieser Bildungsarbeit wurden Ausbildungslehrgänge ins Leben gerufen, die im Wesentlichen darauf abzielen, die Lehrinhalte einheitlich gleich zu gestalten und das Wissen bestmöglich zu vermitteln. Teilnehmer erhalten nach mindestens einem Jahreszyklus der Ausbildung und eines Abschlusstests das Zeugnis bzw. Zertifikat zum Wildnispädagogen.

## Anwendungsgebiete

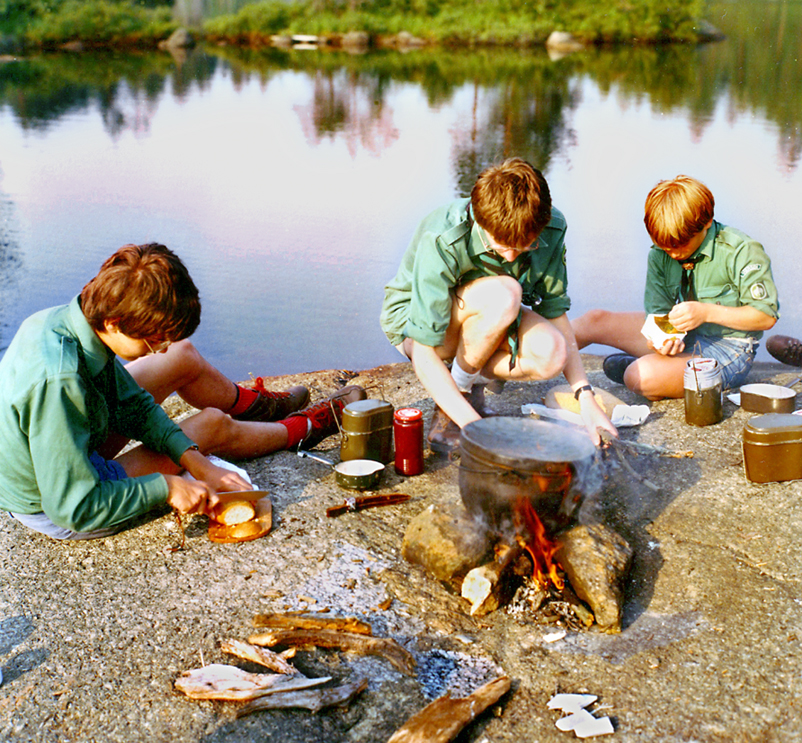
Pfadfinder auf Norwegenfahrt

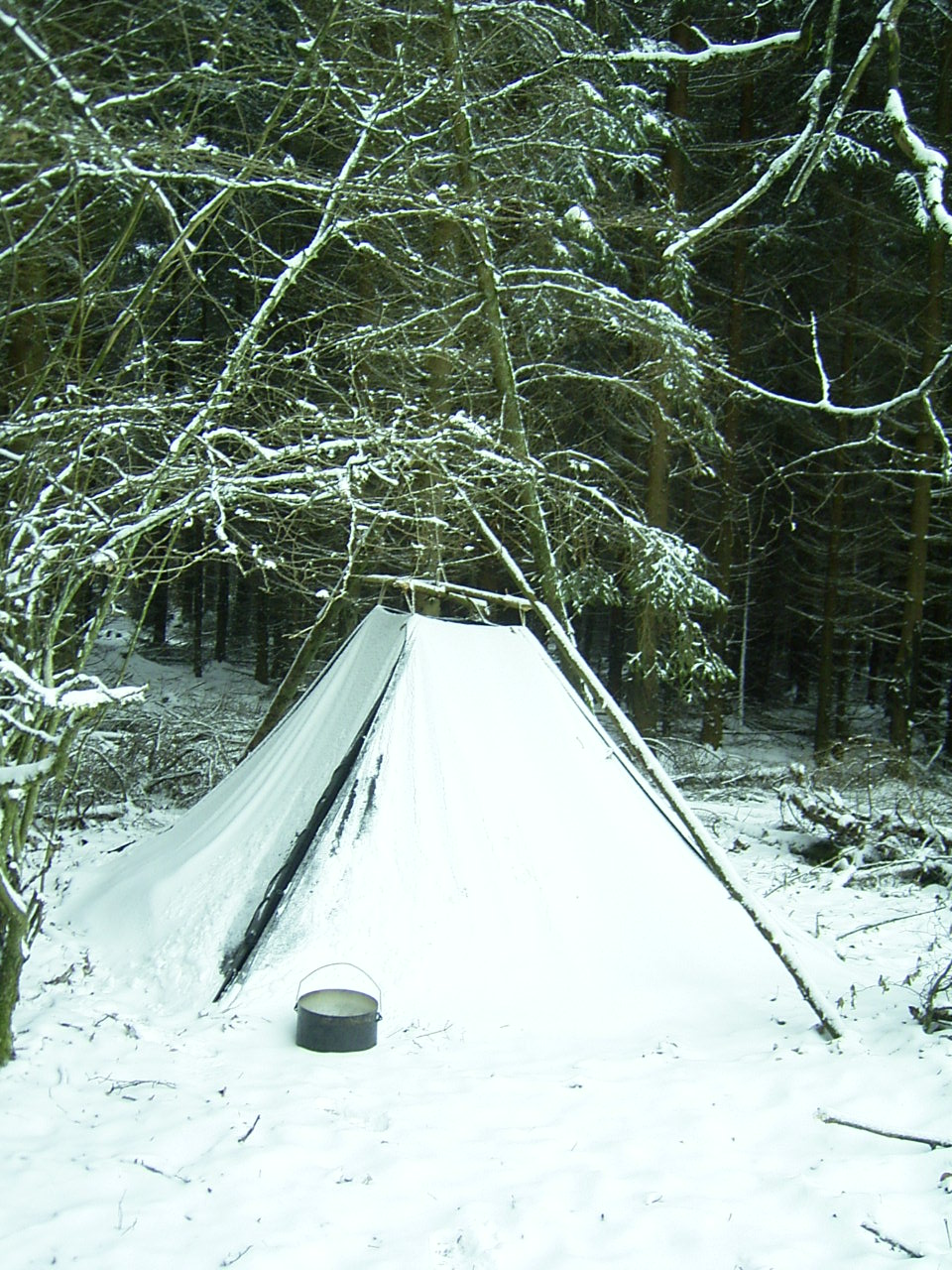
Winterzelten in einer Kohte

Wildnispädagogik wird ohne ein einheitliches Konzept unter verschiedenen didaktischen Leitlinien und Vorstellungen von den unterschiedlichsten Gruppierungen, Institutionen und Organisationen betrieben. So realisieren Kindergärten auf Wald- und Abenteuerspielplätzen, Jugendorganisationen wie Pfadfinder auf ihren Fahrten, Schulen und Hochschulen in speziellen Projekten, Firmen in Angeboten für Führungskräfte, militärische Einheiten in Härtetrainings von Spezialkräften, aber auch private Interessenten und Familien mit einem entsprechenden Erziehungsanspruch spezielle  Formen der Wildnispädagogik.
Im Jahr 2000 wurde ein Netzwerk von Wildnispädagogen, das „W.I.N.D - Wildnisschulen Netzwerk Deutschland“ gegründet. Seit 2007 existieren wildnispädagogische Waldkindergärten. Im selben Jahr fand der erste dreijährige Wildnispädagogik-Lehrgang statt. Eine internationale Infrastruktur für das weltweite Netzwerk der Wildnispädagogik versucht das 2009 in den Vereinigten Staaten gegründete 8 Shields Institute zu etablieren.

## Kritischer Ausblick

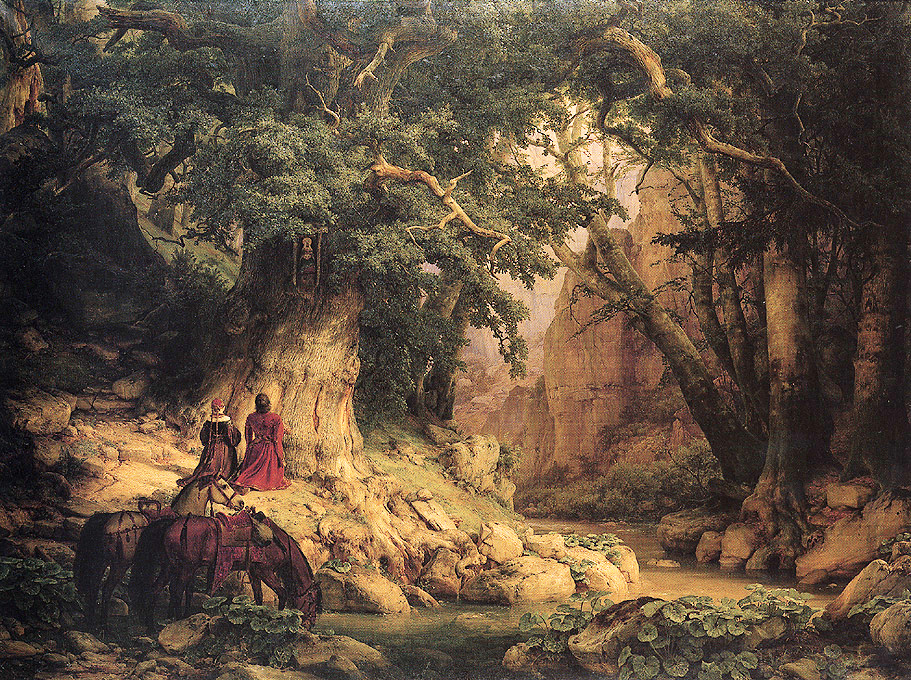
Heile Wildniswelt der Romantik (Gemälde von Carl Friedrich Lessing, 1837)

Die aktuelle Wildnispädagogik unterscheidet sich von den idealisierenden Vorstellungen der „heilen Welt“ der Wildnis und des „edlen Wilden“, wie sie noch von der schwärmerischen Sicht der Jugendbewegung zu Anfang des 20. Jahrhunderts und den Dichtern und Malern der Romantik geprägt wurden. Sie steht nicht in der Tradition einer Kulturkritik und folgt einer eher nüchternen Betrachtungsweise. Glaubten die reformfreudigen jugendbewegten Idealisten noch, mit dem Auszug „aus grauer Städte Mauern“ und dem Ausleben friedlicher Gemeinschaftsformen in der Natur die Gesundung und Erneuerung der verkrusteten Gesellschaftsstrukturen erreichen zu können, so hat sich mit den Intentionen der heutigen Wildnispädagogik eine pragmatischere Sicht erzieherischer Möglichkeiten durchgesetzt, die allerdings noch auf eine gründliche wissenschaftliche Aufarbeitung und akademische Fundierung wartet, um aus dem pädagogischen Nischendasein heraustreten und eine breitere gesellschaftliche Wirkung und Bedeutung entfalten zu können.